# Ryan Kent
Ryan Kent (Oldham, 11 novembre 1996) è un calciatore inglese, attaccante dei Seattle Sounders.

## Caratteristiche tecniche
ala sinistra dalla buona velocità, dalla prepotente accelerazione e dalla notevole tecnica di base, abile nel condurre la palla in corsa e nel superare l’avversario in dribbling, può essere schierato anche nella corsia opposta ma anche come trequartista e seconda punta. Elegante nelle movenze, è un giocatore molto bello da vedere per la sua facilità di corsa. Il saper calciare con entrambi i piedi (anche se è destro), gli conferisce un’imprevedibilità che disorienta spesso i terzini che capitano dalla sue parti, in quanto questi non sanno mai se si accentrerà per andare al tiro o tenterà l’affondo sulla corsia per andare al cross. In possesso di un sensibile tocco di palla e di notevoli doti balistiche, Kent può rendersi pericoloso con potenti e precise conclusioni dalla distanza. Fisicamente non è un gigante, ma ha comunque una discreta struttura fisica ed un baricentro basso che gli permettono di difendere bene la sfera anche sotto la pressione dei difensori più prestanti. Il suo più grande limite è la mancanza di continuità, che non gli ha permesso di esprimere a pieno il suo grande talento complice anche un carattere sopra le righe.

## Carriera

### Club
Cresciuto nel settore giovanile del Liverpool, il 10 settembre 2015 viene ceduto in prestito per quattro mesi al Coventry City, con cui inizia la carriera professionistica.
Il 26 luglio 2016 passa in prestito stagionale al Barnsley, con cui disputa un ottimo campionato, venendo anche nominato miglior giovane della squadra.
Il 10 agosto 2017 firma un rinnovo a lungo termine con i Reds; il 31 agosto si trasferisce, al Friburgo.
Il 12 gennaio 2018 viene ceduto fino al termine della stagione al Bristol City. Il 22 luglio passa, sempre a titolo temporaneo, ai Rangers. Il 3 settembre il club di Glasgow lo acquista a titolo definitivo.
Il 12 giugno 2023 passa al Fenerbahce, in Turchia.
Il 17 ottobre 2024 rescinde il proprio contratto coi turchi.

### Nazionale
Ha giocato nelle nazionali giovanili inglesi Under-18 ed Under-20.

## Statistiche

### Presenze e reti nei club
Statistiche aggiornate al 9 giugno 2025.
| Stagione          | Squadra           | Campionato        | Campionato | Campionato | Coppe nazionali | Coppe nazionali | Coppe nazionali | Coppe continentali | Coppe continentali | Coppe continentali | Altre coppe | Altre coppe | Altre coppe | Totale | Totale | Totale |
| Stagione          | Squadra           | Comp              | Pres       | Reti       | Comp            | Pres            | Reti            | Comp               | Pres               | Reti               | Comp        | Pres        | Reti        | Pres   | Reti   |        |
| ----------------- | ----------------- | ----------------- | ---------- | ---------- | --------------- | --------------- | --------------- | ------------------ | ------------------ | ------------------ | ----------- | ----------- | ----------- | ------ | ------ | ------ |
| 2015-gen. 2016    | Coventry City     | FL1               | 17         | 1          | FACup+CdL       | 0               | 0               | -                  | -                  | -                  | FLT         | -           | -           | 17     | 1      |        |
| gen.-giu. 2016    | Liverpool         | PL                | 0          | 0          | FACup+CdL       | 1+0             | 0               | UEL                | -                  | -                  | -           | -           | -           | 1      | 0      |        |
| 2016-2017         | Barnsley          | FLC               | 44         | 3          | FACup+CdL       | 2+1             | 0               | -                  | -                  | -                  | -           | -           | -           | 47     | 3      |        |
| 2017-gen. 2018    | Friburgo          | BL                | 6          | 0          | CG              | 0               | 0               | UEL                | -                  | -                  | -           | -           | -           | 6      | 0      |        |
| gen.-giu. 2018    | Bristol City      | FLC               | 10         | 0          | FACup+CdL       | 0+1             | 0               | -                  | -                  | -                  | -           | -           | -           | 11     | 0      |        |
| 2018-2019         | Rangers           | SP                | 27         | 6          | CS+CdL          | 4+3             | 0               | UEL                | 9                  | 0                  | -           | -           | -           | 43     | 6      |        |
| 2019-2020         | Rangers           | SP                | 21         | 7          | CS+CdL          | 2+2             | 0               | UEL                | 8                  | 1                  | -           | -           | -           | 33     | 8      |        |
| 2020-2021         | Rangers           | SP                | 37         | 10         | CS+CdL          | 2+1             | 0               | UEL                | 12                 | 3                  | -           | -           | -           | 52     | 13     |        |
| 2021-2022         | Rangers           | SP                | 26         | 2          | CS+CdL          | 3+1             | 0               | UCL+UEL            | 2+14               | 0+1                | -           | -           | -           | 46     | 3      |        |
| 2022-2023         | Rangers           | SP                | 29         | 3          | SC+CdL          | 4+2             | 0               | UCL                | 9                  | 0                  | -           | -           | -           | 44     | 3      |        |
| Totale Rangers    | Totale Rangers    | Totale Rangers    | 140        | 28         |                 | 24              | 0               |                    | 54                 | 5                  |             | -           | -           | 218    | 33     |        |
| 2023-2024         | Fenerbahçe        | SL                | 8          | 0          | TK              | 0               | 0               | UECL               | 10                 | 1                  | -           | -           | -           | 18     | 1      |        |
| lug.-ott. 2024    | Fenerbahçe        | SL                | 0          | 0          | TK              | -               | -               | UCL+UEL            | 1+0                | 0+0                | -           | -           | -           | 1      | 0      |        |
| Totale Fenerbahçe | Totale Fenerbahçe | Totale Fenerbahçe | 8          | 0          |                 | 0               | 0               |                    | 11                 | 1                  |             | -           | -           | 19     | 1      |        |
| 2025              | Seattle Sounders  | MLS               | 10         | 0          | -               | -               | -               | CCC                | -                  | -                  | Cmc         | -           | -           | 10     | 0      |        |
| Totale carriera   | Totale carriera   | Totale carriera   | 235        | 32         |                 | 29              | 0               |                    | 65                 | 6                  |             | -           | -           | 329    | 38     |        |

## Palmarès

### Club

#### Competizioni nazionali
- Campionato scozzese: 1

Rangers: 2020-2021
- Coppa di Scozia: 1

Rangers: 2021-2022

### Individuale
- Squadra della stagione della UEFA Europa League: 1

2021-2022